# ActRaiser
ActRaiser (アクトレイザー?) è un videogioco sviluppato da Quintet nel 1990 e pubblicato da Enix per Super Nintendo Entertainment System. Il titolo è un ibrido tra Rastan e Populous.
Il seguito del gioco, ActRaiser 2, è stato pubblicato in Giappone nel 1993 e costituisce un antefatto degli eventi avvenuti in ActRaiser. Nel 2007 il titolo è stato distribuito per Wii tramite Virtual Console.

## Trama
Protagonista del gioco è una divinità nota come The Master. Secondo la storia narrata nel libretto delle istruzioni, il demone Tanzra, nel tentativo di impossessarsi del mondo pacificamente governato dal Master, ha coinvolto quest'ultimo in una battaglia contro i sei Guardiani, i suoi sottoposti. La battaglia è stata ardua per il Master che, sconfitto, si è dovuto ritirare nel suo Sky Palace, un castello fluttuante fra le nuvole, assistito da un angelo; nel frattempo, Tanzra e le sue orde di demoni prendevano possesso del mondo, dividendolo in sei regioni, ognuna affidata a uno dei Guardiani, mentre il culto del Master gradualmente svaniva tra gli uomini.
Centinaia di anni dopo, il Master, ripresosi, decide di reincarnarsi per scendere fra le genti sopraffatte dai mostri di Tanzra, liberando le terre dal male e facendo sì che gli uomini tornino a credere in lui.

## Modalità di gioco
Scopo del gioco è liberare il mondo dai demoni per poter giungere al confronto finale con Tanzra ed esiliarlo per sempre. Per ottenere questo scopo è necessario:
- liberare ciascuna delle sei regioni dai mostri invasori, incarnandosi in un potente guerriero
- far ricrescere la popolazione all'interno di queste lande desolate ora libere, grazie ai propri poteri divini (definiti miracoli nel gioco): questo accrescerà la fede delle genti nel Master e causerà la rinascita della civiltà, che nella meccanica di gioco si traduce con l'aumento di punti esperienza necessari a far salire di livello il Master
- affrontare lo scontro con il Guardiano a capo della zona; una volta sconfitto quest'ultimo, la regione sarà definitivamente libera dal male e potranno essere sbloccate altre aree da riconquistare.

Ciascuna di queste fasi va seguita per liberare definitivamente una regione, e alla prima e alla terza corrispondono un "atto" (Act, da cui molto probabilmente deriva il nome ActRaiser).

### Gli atti
Questa sezione descrive ciascuna delle fasi in cui si articola la liberazione di ogni regione:
- Act I (fase platform) - questa fase inizia sempre con il Master (rappresentato come una sfera di luce) che si incarna nella statua di un guerriero armato di spada. In questa fase il gioco è un platform a scorrimento orizzontale con elementi di hack 'n' slash, data la sua ispirazione a giochi quali Rastan della Taito. Scopo del giocatore è, come in un qualsiasi gioco del genere, eliminare i nemici, evitare le trappole e raccogliere bonus, fino a giungere al cospetto del boss della sezione. Eliminatolo, il master esce dalla statua del guerriero e ascende nuovamente allo Sky Palace.
- fase simulativa - in questa fase, con visuale dall'alto pseudo-isometrica vi è la diretta interazione fra il Master e la popolazione liberata: compito del Master è guidare i fedeli alla costruzione di abitazioni, coltivazione di campi e in generale alla nuova evoluzione della civiltà. I mostri tuttavia non sono stati sconfitti del tutto, e qui entra in gioco l'angelo, fedele compagno del Master: il simpatico angioletto (dalle fattezze che ricordano la classica iconografia di Cupido), controllato direttamente dal giocatore, ha il compito di distruggere i mostri che escono dalle tane (e che causano danni a cose e persone) con le frecce scoccate dal suo arco.

Data la complessità di questa sezione simulativa, che può essere vista come un "gioco nel gioco", si rimanda alla sezione dell'articolo ad essa dedicata.
- Act II (fase platform) - del tutto analoga all'Act I, questa fase si sblocca a un punto dato durante l'evoluzione della popolazione della zona: a un certo punto i capi della comunità evocheranno il Master per informarlo che è stata trovata la vera causa dei mali (diversi a seconda della zona) che affliggono la comunità. Questo significa che il Guardiano si è rivelato e al Master spetta nuovamente incarnarsi, superare il livello platform e giungere al cospetto del Guardiano per liberare per sempre la regione dai mostri. Tuttavia, non è necessario affrontare l'Act II non appena si viene informati della presenza del Guardiano, ma ci si può comodamente dedicare a far progredire la civiltà nella fase simulativa, per poter salire di livello più facilmente ed essere più forti.

Una volta battuto Tanzra e finito il gioco, nella schermata del menù iniziale sarà disponibile una nuova modalità di gioco chiamata Professional!. Essa consiste nell'affrontare di seguito tutti gli Atti, non inframmezzati dalla fase di simulazione, senza poter salvare, con un numero di vite limitato e a difficoltà maggiore.

### Fase iniziale di gioco
Il gioco inizia all'interno dello Sky Palace, con il fedele angelo pronto a consigliarci sul da farsi. Dopo aver inserito un nome per il Master, è possibile eseguire le seguenti azioni, grazie a un sistema di icone:
- To Move
  - Sky Palace Movement: muovere lo Sky Palace. La visuale dall'alto rappresenta lo Sky Palace fluttuare sulla mappa di gioco che rappresenta il mondo. Passando sopra ad una regione ne viene detto il nome, ed è possibile cambiare il livello di zoom dei territori. Questa funzione nelle fasi avanzate di gioco serve anche a controllare come proceda il nostro operato (cioè lo sviluppo della civiltà) senza dovere per forza scendere fisicamente nel territorio che si vuole visionare.
  - Observe the People: osservare nel dettaglio come proceda lo sviluppo della civiltà. Non è possibile effettuare questa scelta in territori che ancora non sono stati liberati dai mostri.
- Fight
  - Fight Monsters: scendere sulla terra per combattere i mostri e liberare la regione. Non è possibile scegliere una regione qualsiasi, ma dipende dal livello raggiunto, per non dover affrontare sfide troppo difficili: la regione di default da cui si deve partire quando si inizia il gioco è Fillmore. Serve per iniziare sia l'Act I sia l'Act II.
  - Select Magic: scegliere la magia da usare in combattimento. All'inizio del gioco non se ne ha nessuna, ma se ne possono ottenere fino a quattro differenti, anche se non si ottengono automaticamente ma vanno prima trovate.
- Status
  - Status of Master: statistiche che indicano: il numero di vite del giocatore, il suo livello di esperienza, i punti ferita (HP), i punti magia (SP, per effettuare i miracoli), i punti magia (MP, il numero di volte per scagliare le magie in combattimento durante gli Atti), il numero di popolazione totale delle varie città e il numero di abitanti da raggiungere per poter passare al livello successivo; più le icone degli oggetti (offerte) accumulati e delle magie in dotazione. In una seconda schermata è indicato il punteggio totale ottenuto nelle fasi di combattimento.
  - Status of Cities: statistiche relative al numero di abitanti per regione, alla velocità con cui progredisce il progresso, al livello di civiltà (fino a un massimo valore di 3) e alle offerte da raccogliere in ciascuna regione.
- Other: opzioni relative al salvataggio della partita e alla velocità dei messaggi di testo.

A questa fase si può accedere in ogni momento una volta superato un Atto.

## La fase simulativa
La fase simulativa, con visuale dall'alto, tratta con gli sforzi del Master per rendere le terre desolate nuovamente abitabili dalle persone. All'inizio l'unica costruzione presente sarà il tempio dedicato al Master, con due persone che faranno da tramite con la divinità (cioè il giocatore) e lo consiglieranno su come gestire la situazione. Al momento della liberazione di un territorio la popolazione sarà costituita da sole 2 persone per poi aumentare. I comandi presenti in questa fase sono più o meno analoghi a quelle della fase iniziale sullo Sky Palace, con le seguenti aggiunte:
- Direct the People
  - Building Direction: partendo dal tempio la città si deve espandere, e tramite l'Angelo il giocatore deve indicare alla popolazione le direzioni in cui gli edifici si devono sviluppare sul territorio. All'inizio ci sono parecchie limitazioni: non si può costruire dove sono presenti boschi, rocce, paludi o altri ostacoli e non si può andare oltre i fiumi; con il progredire del gioco sarà però possibile porre rimedio a questa situazione.
  - Let us Listen: contatto con i due responsabili del tempio, che di volta in volta indicheranno eventuali problemi, nuove scoperte della popolazione o avvisi di avvenimenti insoliti.
- Offerings
  - Take an Offering: le offerte al Master, che possono apparire casualmente (come ad esempio scoperte della popolazione) oppure in momenti prestabiliti (ogni volta che si costruisce sopra la tana di un mostro, questa verrà distrutta e dalle macerie verrà estratto un oggetto).
  - Use Offering: per usare le offerte, possono essere usate subito (come tutte quelle che riguardano il Master o l'Angelo) oppure in luoghi determinati a seconda del loro scopo.
- Miracles

I miracoli sono indispensabili per far progredire la civiltà all'interno di territori con differente morfologia (deserti, zone rocciose, paludi...); all'inizio il giocatore ha a disposizione solo la pioggia, ma con l'aumentare del livello di esperienza altri 4 verranno sbloccati.
Scopo della fase di pianificazione è quello di far raggiungere il massimo livello di civiltà a tutte le regioni: per fare ciò è necessario far costruire alla popolazione le abitazioni su tutto lo spazio disponibile e fare in modo che progrediscano passando da capanne (livello 1 di civiltà) ad abitazioni in muratura (livello 3). Questo risultato è ottenibile sigillando le tane dei mostri (semplicemente costruendoci sopra), azione che alzerà il grado di civilizzazione della popolazione. Non sempre è possibile costruire sempre e ovunque: per liberare spazi si possono usare i miracoli come descritto sopra, ma se l'umore della popolazione cala essa diminuirà la velocità del progresso fino a rifiutarsi di procedere con la costruzione degli edifici. Le cause sono molteplici, così come le soluzioni al problema: se un membro della comunità si perde nel deserto bisognerà condurre la costruzione degli edifici verso il punto in cui si trova l'uomo; se un bambino scappa di casa bisognerà dargli il pane offerto in dono al Master dai suoi genitori; se lo stress e la rabbia della popolazione sono al limite si dovrà calmarli con una delle scoperte che avvengono in certi momenti durante il gioco, la musica (le altre scoperte sono: il frumento, il ponte e la bussola).
Una clessidra nella zona superiore dello schermo indica il trascorrere delle giornate: al termine di ogni unità di tempo nuove persone usciranno dal tempio e dagli altri edifici, andando a costruire là dove il messaggero del dio ha indicato loro (compare infatti il messaggio "Town Under Construction"). Il terreno è diviso idealmente in tante zone quadrate e la popolazione non ne può percorrere più di un tot per volta ad ogni unità di tempo.

### I mostri
I mostri presenti nella fase simulativa sono l'ostacolo principale al rapido svilupparsi delle città: causano danni a cose e persone e fuoriescono continuamente dalle tane, indicate con simboli diversi per ogni tipologia di mostro. I mostri possono essere uccisi dalle frecce dell'Angelo (uno alla volta) o dalle bombe, statuette mistiche trovate dalla popolazione (tutti i mostri su schermo sono distrutti), oppure spazzati via dal miracolo del vento. Un mostro per tana è presente su schermo, ma non appena viene eliminato ne sorge un altro dalla tana; le tane contengono mostri in numero finito, ma nell'ordine di centinaia. Per eliminarli definitivamente occorre sigillare le loro tane costruendoci sopra.

## Accoglienza
Il gioco ha venduto 620 000 copie in tutto il mondo di cui 400.000 in Giappone, 180.000 negli Stati Uniti e 40.000 in Europa.
Geoffrey Douglas Smith di AllGame ha dichiarato che il gioco non era "all'altezza del genere di riferimento" ma che "la combinazione di elementi e la splendida colonna sonora orchestrata hanno trasformato il gioco in un'avventura godibile".
Super Gamer Magazine gli ha assegnato un voto pari ad 84%, scrivendo: "una brillante unione di elementi strategici e hack and slash con platform".
ActRaiser ha ottenuto il premio come Migliori Musiche del 1993, assegnato da Electronic Gaming Monthly. Nel 1997 Electronic Gaming Monthly lo ha inserito al 75º posto della propria lista dei migliori giochi di tutti i tempi.
ActRaiser è stato incluso nella classifica dei Migliori giochi di tutti i tempi di GameSpot nel 2003. Si è classificato al 150º posto tra i 200 migliori giochi creati su un sistema Nintendo nella rivista Nintendo Power.